# San Severo rosso o rosato
Il San Severo rosso o rosato è un vino DOC la cui produzione è consentita nella provincia di Foggia.

## Caratteristiche organolettiche
- colore: rosso rubino che tende al rosso mattone con invecchiamento o rosato tendente al rubino.
- odore: vinoso con profumo gradevole caratteristico.
- sapore: asciutto, di corpo, sapido, armonico.

## Abbinamenti consigliati
Arrosti di carni rosse o pasta al sugo di pomodoro con carne.

## Produzione
Provincia, stagione, volume in ettolitri
- Foggia  (1990/91)  10739,0
- Foggia  (1991/92)  11085,0
- Foggia  (1992/93)  13893,0
- Foggia  (1993/94)  10822,0
- Foggia  (1994/95)  11429,85
- Foggia  (1995/96)  10792,1
- Foggia  (1996/97)  10105,35